# بونة دم دم سفيدار (سبيدار)
بونة دم دم سفیدار (بالفارسية: بونه دم سفیدار) هي قرية تقع في إيران في قسم سبیدار الريفي. يقدر عدد سكانها بـ 129 نسمة بحسب إحصاء 2016.